# Dornier Do 31
Dornier Do 31 byl západoněmecký experimentální transportní letoun se schopnostmi VTOL vyvinutý firmou Dornier.

## Vznik a vývoj
Dornier Do 31 byl navržen tak, aby splnil specifikaci NATO (NBMR-4) pro letadla taktické podpory letounů EWR VJ 101 VTOL strike, které byly navrženy v rámci smlouvy NATO BMR-3. První prototyp Do 31 E1 (D-9530) zalétaný v únoru 1967 byl pouze dvoumotorový a nenesl ještě zdvihové motory. Druhý prototyp Do 31 E3 (D-9531) zalétaný 14. července 1967 byl již plně vybavený. Pod křídlem byla zavěšena dvojice dvouproudových motorů s měnitelným vektorem tahu Rolls-Royce Pegasus 5-2 po 68,6 kN a na koncích křídla bylo ve dvou gondolách po čtyřech jednoproudových zdvihových motorech Rolls-Royce RB.162-4D po 19,6 kN. Prototyp Do 31 E2 byl určen pro pozemní testy draku. Projekt byl zrušen v roce 1970 kvůli vysokým nákladům, technickým problémům a změně požadavků.

## Specifikace

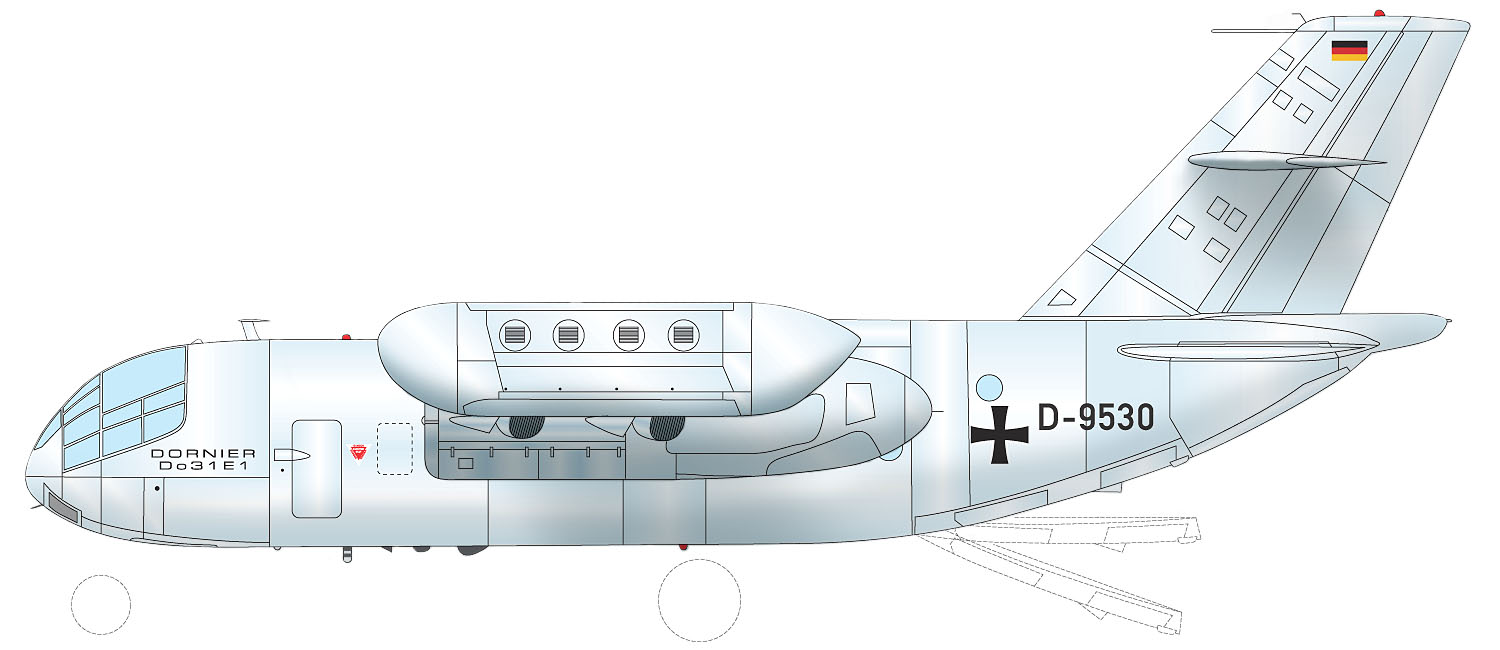
Do 31 E1

Údaje dle

### Technické údaje
- Osádka: 2
- Kapacita: 3 500 kg nákladu
- Rozpětí: 18,06 m
- Délka: 20,88 m
- Nosná plocha: 57,00 m
- Výška: 8,53 m
- Prázdná hmotnost: 22 500 kg
- Maximální vzletová hmotnost: 27 500 kg
- Pohonná jednotka:

### Výkony
- Maximální rychlost: 650 km/h
- Dolet: 1200 km
- Dostup: 10 500 m
- Počáteční stoupavost: 26,7 m/s